# 小行星10091
小行星10091（10091 Bandaisan）是一颗绕太阳运转的小行星，为主小行星带小行星。该小行星于1990年11月11日发现。
該小行星以日本福島縣的磐梯山命名。

## 轨道参数
小行星10091的轨道半长轴为2.3735397 UA，离心率为0.062。